# Monika (Island-dal)
A Mónika egy dal, amely Ciprust képviselte az 1981-es Eurovíziós Dalfesztiválon. A dalt az Island együttes adta elő görög nyelven. Ez volt Ciprus első szereplése a versenyen.
A dal a Ciprusi nemzeti döntőn nyerte el az indulás jogát.
A dalt az április 4-én megrendezett fesztiválon fellépési sorrendben tizennyolcadikként adták elő. A szavazás során 69 pontot szerzett, amellyel a hatodik helyet érte el a húszfős mezőnyön belül. Így az ország debütálása a legsikeresebbek közé tartozik.